# Lost Maps
Lost Maps (로스트 맵스)는 에픽하이가 2009년 3월 21일부터 공개한 레어 음반이다. 맵더소울 아티스트들의 미공개 음악으로 이루어져 있으며, 에픽하이의 공연 및 파티에서만 판매한다. 현재까지 1번째 음반만 공개된 상태로 《맵더소울 월드투어 2009》부터 판매되었다. 이어 2009년 12월 24일 열린 에픽하이 Last Christmas 콘서트에서 선물로 무료로 지급되었다.

## 수록곡
| #             | 제목                                     | 작곡          | 재생 시간 |
| ------------- | ---------------------------------------- | ------------- | --------- |
| 1.            | 〈Epik High: Wordkill〉 (Studio Demo)    | 타블로        | 3:05      |
| 2.            | 〈MYK: Dazed and Amazed〉 (Home Demo)    | 타블로, 페니  | 4:25      |
| 3.            | 〈Epik High & MYK: Top Gun〉 (Home Demo) | DJ 투컷       | 3:55      |
| 4.            | 〈MYK: Follow The Sun〉 (Studio Demo)    | 페니          | 3:01      |
| 총 재생 시간: | 총 재생 시간:                            | 총 재생 시간: | 14:29     |

## 특징
- 1번 트랙 "Wordkill"은 원래 타블로가 5집 Pieces, Part One을 작업하다가 악플을 보고서 만든 곡인데[2], 훅 부분 등을 변형하는 등 곡을 완성하여 2010년에 발매한 스페셜 앨범 Epilogue에 정식으로 실렸다.
- 2번 트랙 "Dazed and Amazed"와 4번 트랙 "Follow The Sun"은 MYK의 솔로곡이다.
- 3번 트랙 "Top Gun"은 魂: Map the Soul에 실렸던 "Top Gun"의 데모곡이다. 이 곡에서 타블로는 원곡과는 비슷한 랩을 하며, 미쓰라 진은 전혀 다른 가사의 랩을 하고, MYK가 추가로 참여했었다. 타블로는 魂: Map the Soul에서 MYK의 랩핑이 아까워 레어 음반에 수록하였다고 하였다.[3]